# Gargantas de la Alcantara
Las Gargantas de la Alcantara, también llamadas Gargantas de Larderia, están situadas en el Valle del Alcantara en Sicilia, donde acaba la cadena montuosa de los Peloritani, entre los pueblos de Castiglione de Sicilia y de Motta Camastra.

## Descripción
Las gargantas son altas unos 25 metros y en los puntos más estrechos llegan a 2 metros y en los puntos más anchos unos 4-5 metros. El cañón natural, a diferencia de cuánto comúnmente se piensa, no ha sido socavado en el curso de miles de años del agua.
El río Alcantara fluye entre piedras de lava que forman su lecho característico. Sobre el territorio de Motta Camastra en localidad Fondaco Motta se encuentra la garganta más imponente y destacada de la Alcantara, larga más de 6 km y practicable solo por los primeros 3 km.
La particularidad de esta garganta consiste en la estructura de las paredes, creadas de coladas de lava basáltica (pobre de silicio pero rica de hierro, magnesio y calcio). La lava se enfrió rápidamente, creando formas prismáticas pentagonales y hexagonales, con la estructura molecular de los materiales que la constituyen.
El aspecto del río entre las Gargantas se remonta a las coladas de magma de los últimos 8000 años. Las tesis más recientes individúan tres subsiguientes ríos de lava, por las grietas y bocas abiertas en el área de Monte Dulce, en la vertiente medio-baja; las coladas de lava se muestran superpuestas a lo largo de la pared izquierda del río. La colada de lava más antigua es la que ha alcanzado Schisò, sobre el mar. Las columnas basálticas visibles en las Gargantas son aquellas de la colada menos antigua y serían el producto de la refrigeración rápida causada por la presencia del agua del río, que ha formado estructuras prismáticas de diferentes configuraciones. Las formaciones verticales, a "caña de órgano" alcanzan en algunas partes los 30 m.

## Accesos
Desde Messina recorrer la SS n.114 (que va hasta Catania), desviar a Jardines Naxos hacia la SS n.185, dirección Francavilla de Sicilia y después de 12 kilómetros se alcanzan las Gargantas de la Alcàntara.
Desde Catania: recorrer la Autopista A18 en dirección Messina y salir a Jardines Naxos. De la salida de la autopista proseguir para 12 kilómetros en dirección de Francavilla de Sicilia.
Otra ruta proviniendo de la Bronte-Randazzo es ir a Castiglione de Sicilia y de aquí proseguir para Naxos.

## Galería de imágenes

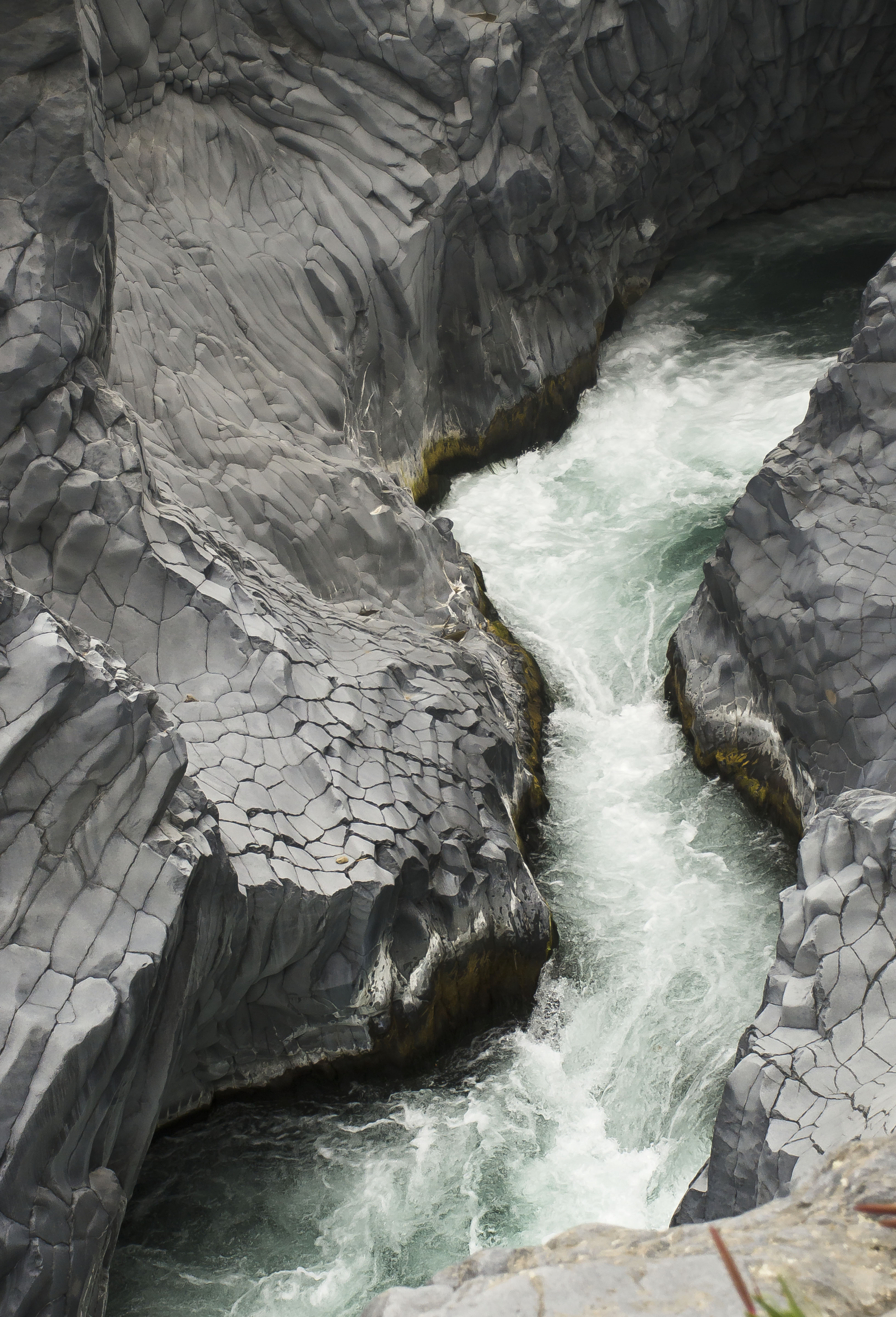
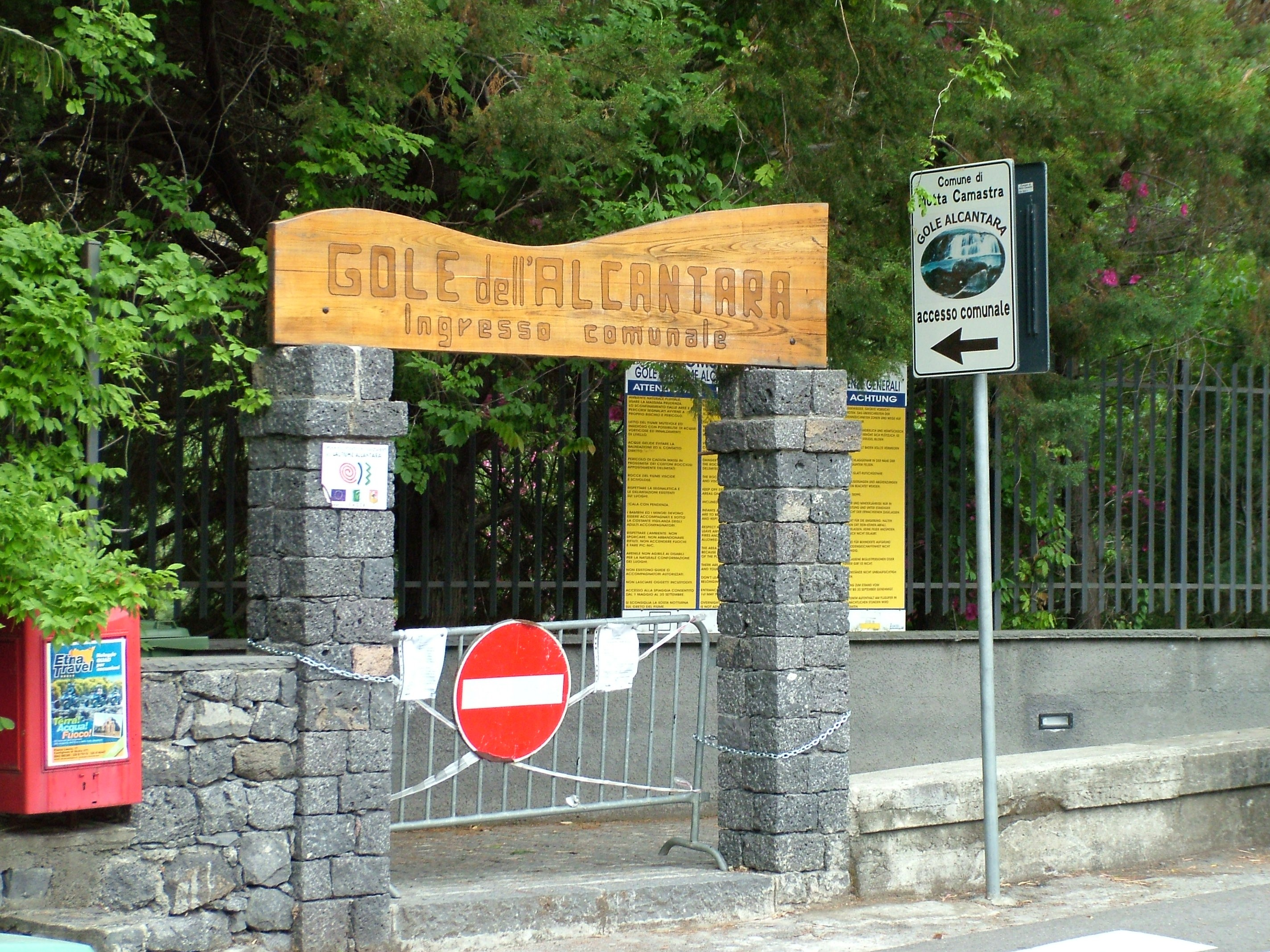
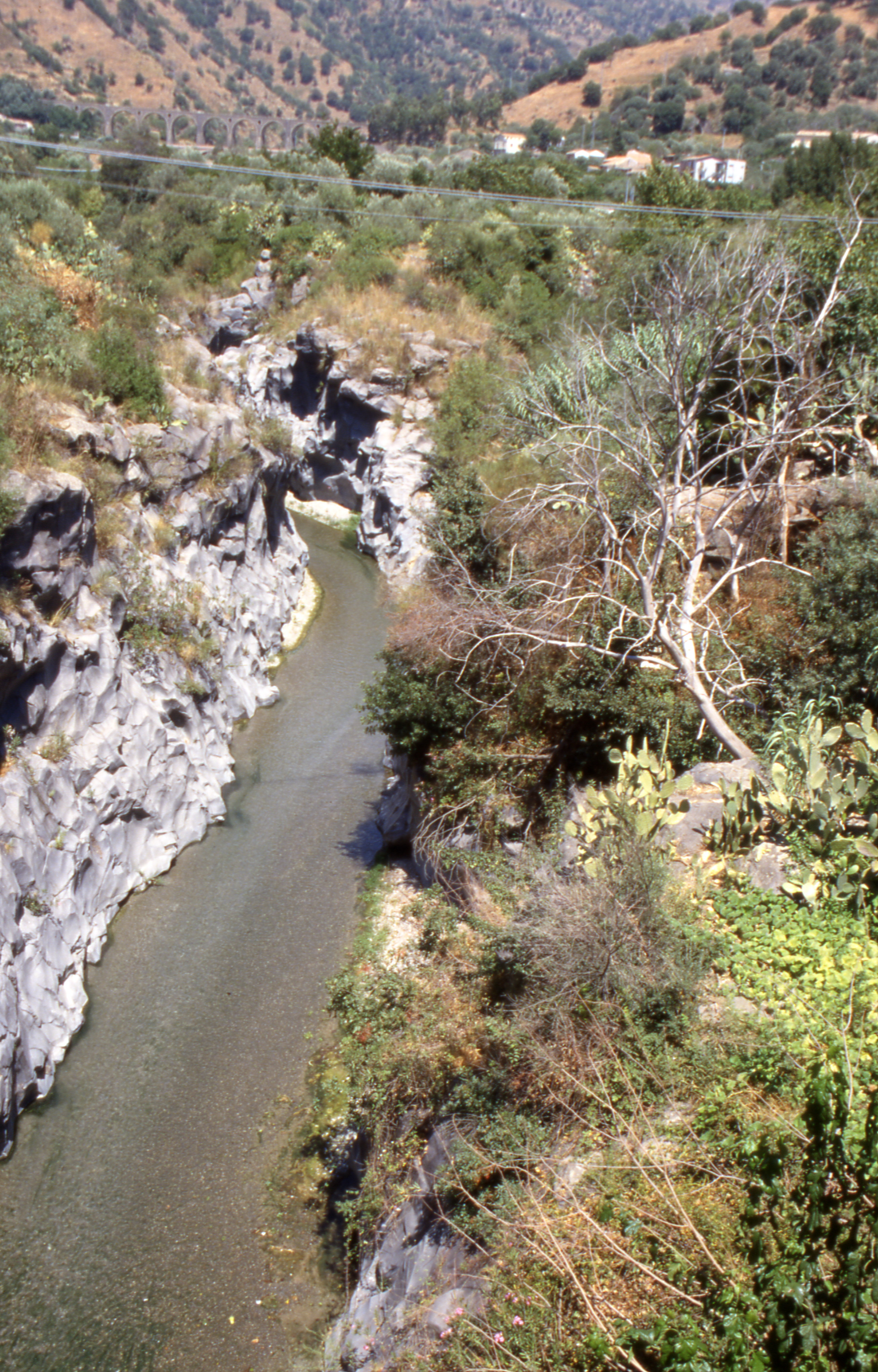
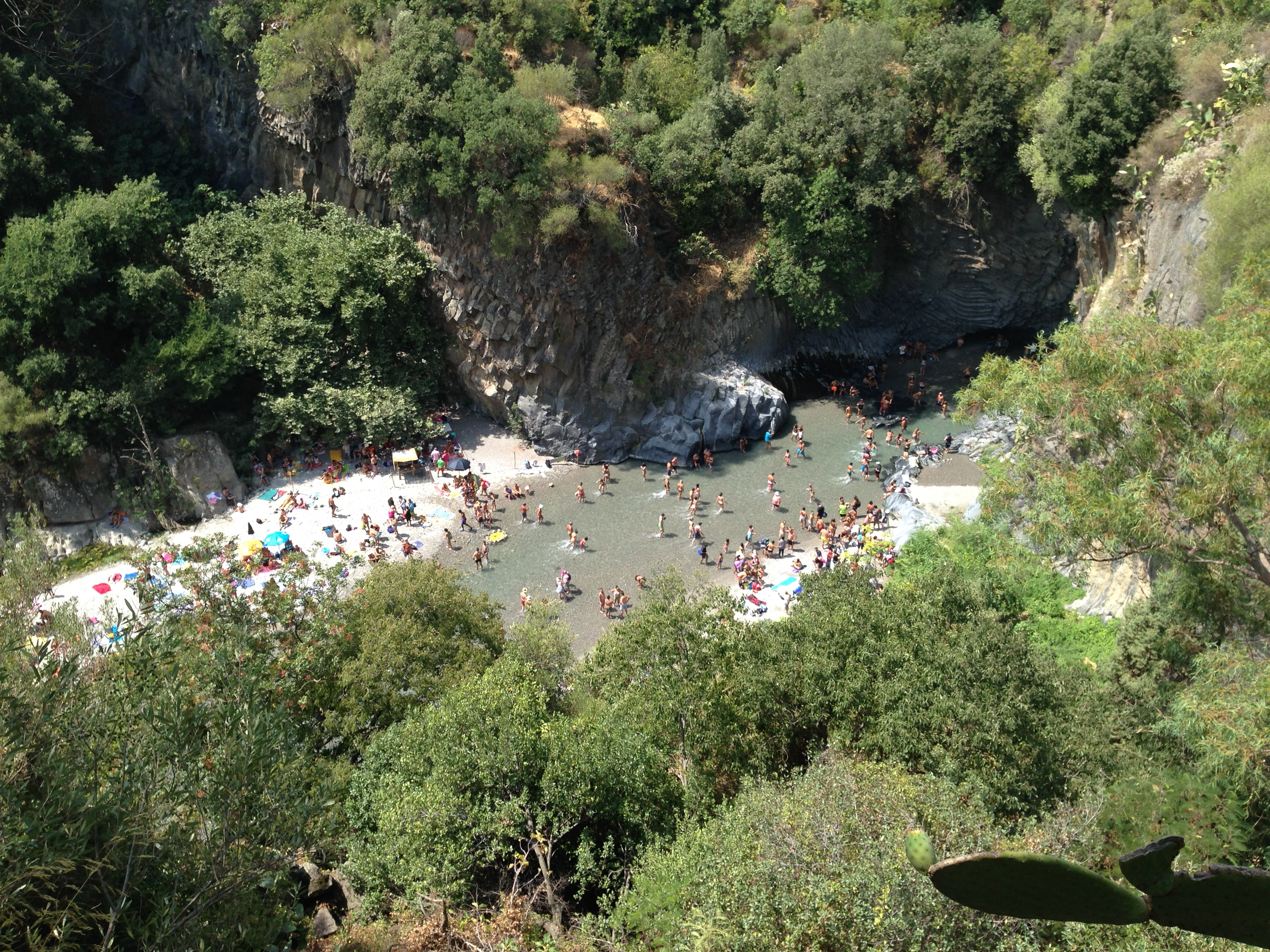
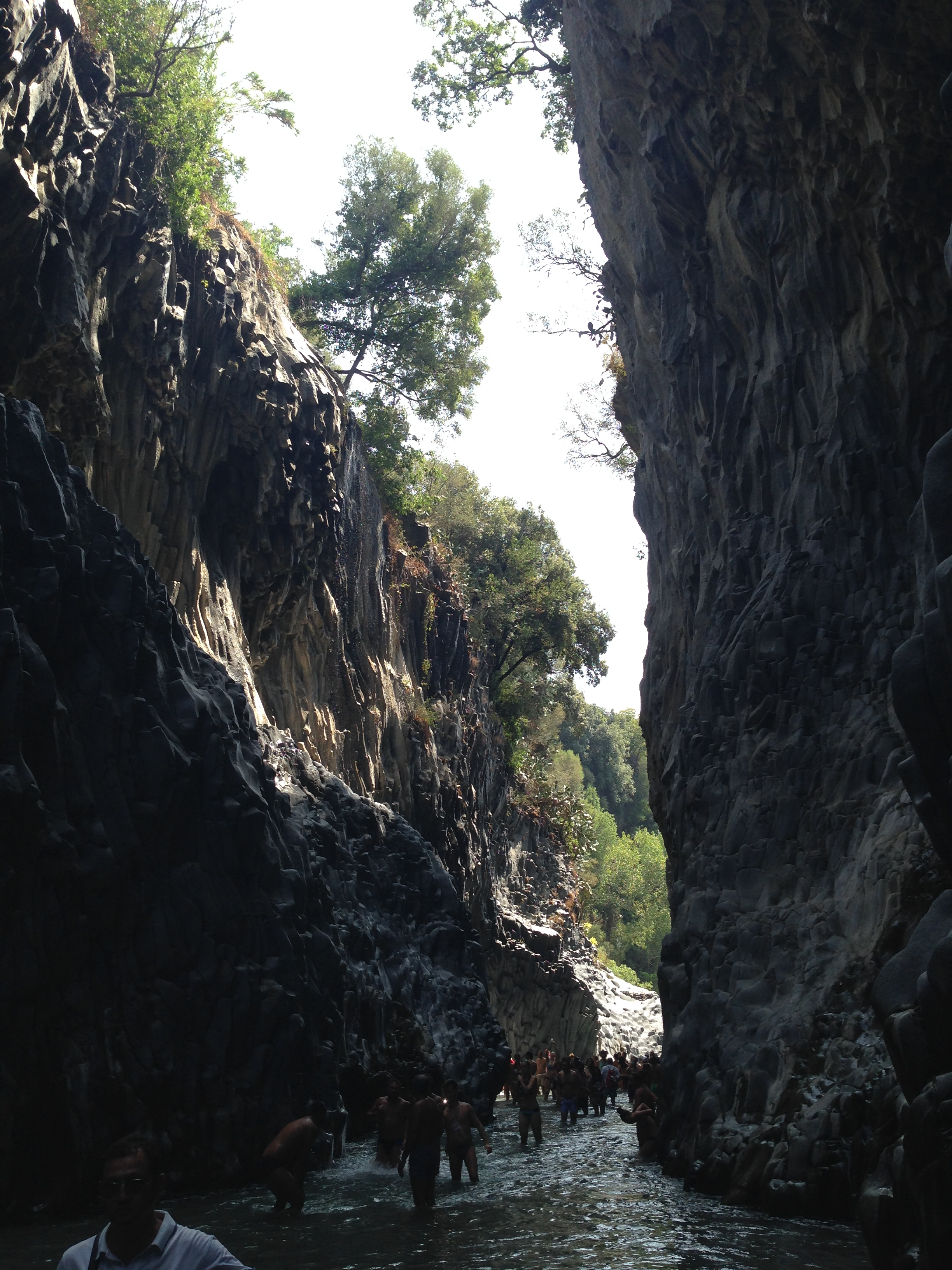